# Administración Federal de Alemania
Una Administración Federal de Alemania (en alemán: Bundesbehörde), es una administración pública alemana encargada de asegurar la acción de la federación.

## Organización
Estas administraciones se organizan en cuatro niveles jerárquicos:
- 21 administraciones federales supremas (oberste Bundesbehörden), entre las que se cuentan los Ministerios Federales, la Cancillería Federal, la Presidencia Federal, la Presidencia del Tribunal Constitucional Federal, la Corte Federal de Cuentas, el delegado del Gobierno Federal para la Cultura y los Medios y la Agencia de Prensa e Información del Gobierno Federal. Todas ellas fueron fundadas de acuerdo con la Ley fundamental. Estas ejercen la tutela de las administraciones de nivel superior e intermedio, de 78 corporaciones, 23 fundaciones de derecho público y 35 agencias estatales.

- 69 administraciones federales superiores (Bundesoberbehörden), subordinadas a las administraciones federales supremas.

- 36 administraciones federales intermedias (Bundesmittelbehörden), subordinadas a las administraciones federales supremas y antepuestas a las administraciones federales inferiores.

- 304 administraciones federales inferiores (Bundesunterbehörden), subordinadas a las administraciones federales intermedias.